# Hippodrome de Parilly
L'hippodrome de Parilly est un champ de courses hippiques construit en 1965 dans le parc de Parilly dans le département du Rhône. Il était destiné à remplacer l'hippodrome du Grand Camp remplacé par une partie du campus de La Doua. Il s'agit d'une hippodrome complet qui représente toutes les disciplines du monde des courses hippiques. Il est équipé d'une piste de galop en herbe, d'une piste de trot en pouzzolane ainsi que d'une piste de steeple-chase, de cross country en coeur de piste qui intègre un passage dans la forêt de Parilly.
Il est administré par l'association des courses hippiques lyonnaises ( anciennement Société des Courses Lyonnaises) sous la marque "Les hippodromes de Lyon", à Bron Parilly et Vaulx en Velin Carré de Soie, proposent soixante-six journées de courses par an, en journée et en soirée. 

## Courses et animations
L'hippodrome accueille des courses de mi-mars à début décembre, laissant la place à l'hippodrome du Carré De Soie pendant la période hivernale.
C'est le 1er mai 1965 que l'hippodrome de Parilly à vécu sa première journée de courses. 50.000 personnes endimanchées se sont réunis au cœur du parc de Parilly pour profiter de cette première réunion brondillante.
Les deux hippodromes lyonnais accueillent en alternance annuellement une étape du Grand National du trot.
L'hippodrome organise régulièrement des journées d'événements dédiée aux familles pendant les weekends et jours fériés. La plus prestigieuse, "la grande nocturne" se déroule chaque année fin mai et clos le meeting de printemps. Durant cette journée est organisé le Grand Prix de la Ville Bron décerné par le maire de la commune. Cette journée est dédiée à tous les brondillants qui viennent en masse regarder le feux d'artifice visible tout autour du parc de Parilly. Réputé comme le premier des feux de la saison dans la région Rhône Alpes.

## Autres activités de l'hippodrome

### Événementiel et location de salles
Pendant plus de 20 ans, l'hippodrome a accueilli la fête du livre de Bron, festival des  littératures contemporaines au mois de mars. Cet événement qui accueille 40 000 personnes . Il a marqué, chaque année, le début du meeting de printemps sur l'hippodrome de Parilly quelques jours plus tard.
Jusqu'en 2021, l'hippodrome de Parilly accueille le feux d'artifice du 14 juillet de la ville de Bron où 10 000 personnes assistaient au spectacle depuis les tribunes ou directement depuis le parc le long des clôtures. Depuis, il est tiré depuis sur la place de la Liberté.
L'hippodrome propose des espaces et salles à la location ainsi qu'un service d'organisation d'événements d'entreprises. En 2022, les hippodromes de Lyon ont accueilli durant 200 journées des clients professionnels ou particuliers dans les salons.
Pendant l'année, de nombreux salons et réunions séminaires sont organisés directement dans les salons de l'hippodrome. Des concerts et open-air sont organisés directement depuis le parc de l'hippodrome.
Depuis 2021, l'hippodrome accueille tous les ans la fête du chapelier, festival des mondes imaginaires porté par l'association Yggdrasil. 15 000 festivaliers et artisans sont attendus durant le premier weekend de septembre.

### Service de restauration
L'hippodrome possèdent plusieurs points de restauration et d'un service traiteur internalisé. Cette approche permet de contrôler la traçabilité des produits et la congruence avec la politique RSE des hippodromes Lyonnais.
Sur le plateau panoramique se trouve le restaurant panoramique " La Table Lyonnaise" ouvert en jour de courses. Auparavant appelé " La Cravache D'or", il fut occupé par la Maison Borgeot ( Restaurant la tassée) avant d'être repris en 2022 par le service restauration de l'hippodrome.
Dans le Grand Hall des Parieurs se trouve un bar de snacking, avec un accès vers l'espace Grand Camp ou se déroulent les brunchs le dimanche.
Autour du rond de présentation se trouve "Le bistrot des écuries". Point de rencontre entre public et professionnels, le bistrot propose une salle couverte ainsi qu'une terrasse qui accueillent des soirées d'été. La terrasse est marquée par une gigantesque brasero qui permet de faire griller les viandes ou poissons lui donnant un gout particulier.

### Produits dérivés
C'est en 2022 que Les Hippodromes De Lyon lance sa boutique de produits dérivés.

## Écologie
Depuis 2017, l'hippodrome est certifié par le label Equures. Ce label sanctionne le respect de l'environnement, de la faune, de la flore mais également une dimension relative au bien-être des chevaux et des hommes. Un nouvel échelon est décerné en 2022 venant récompenser les efforts de l'association des courses lyonnaises pour l'application de leur politique RSE. Le troisième et dernier échelon visé par l'association implique de réaliser de gros chantiers :
En 2022 des cuves d'une contenance de 1000m3 ont été enterrées afin de rendre l'arrosage des pistes de trot au maximum autonome en eau. Il s'agit d'un système de récupération d'eau accumulées sur le toit des écurie. L'eau des douches aussi est récupéré puis filtrée par un bac de décantation. Une première sur un hippodrome en France.
Enfin, un projet de couverture des écuries par une structure supportant 5.000m2 de panneaux solaires est en projet.